# 馬洛季日涅 (卡扎京區)
49°41′5″N 28°29′39″E / 49.68472°N 28.49417°E
馬洛季日涅（烏克蘭語：Молодіжне），是烏克蘭的村落，位於該國西南部文尼察州，由赫米利尼克區負責管轄，始建於1852年，面積0.25平方公里，海拔高度306米，2001年人口347，人口密度每平方公里1,388人。